# Le Montsaugeonnais
Le Montsaugeonnais is een gemeente in het Franse departement Haute-Marne (regio Grand Est). De plaats maakt deel uit van het arrondissement Langres. Le Montsaugeonnais is op 1 januari 2016 ontstaan door de fusie van de gemeenten Montsaugeon, Prauthoy en Vaux-sous-Aubigny. Le Montsaugeonnais telde op 1 januari 2022 1.140 inwoners.

## Geografie
De oppervlakte van Le Montsaugeonnais bedroeg op 1 januari 2022 33,33 vierkante kilometer; de bevolkingsdichtheid was toen 34,2 inwoners per km².